# Близнюк, Владислав Дмитриевич
Владисла́в Дми́триевич Близню́к (бел. Уладзіслаў Дзмітрыевіч Блізнюк; род. 8 января 1999, Новодевятковичи, Белоруссия) — белорусский профессиональный баскетболист, играющий на позиции разыгрывающего защитника.

## Карьера
В 2010 году Владислав принял участие в областной спартакиаде по стритболу. Тогда команда Новодевятковичской средней школы заняла 3 место из 20 команд Гродненской области. На этих соревнованиях Близнюка заметил заслуженный тренер Белоруссии Евгений Кец и предложил Владиславу переехать в Минск. Отец Владислава — Дмитрий Александрович, сразу согласился на предложение, но на семейном совете решили, что пока рано отпускать Владислава в другой город.
В 2016 году Близнюк перешёл из клуба БГЭУ-РЦОП в молодёжную команду «Цмоки-Минск», отыграл в ней два сезона. Сезон 2018/2019 Близнюк провёл в резервной команде «Цмоки-Минск», с которой стал бронзовым призёром чемпионата Белоруссии. В 35 матчах его статистика составила 11,4 очка, 2,3 подборе и 3,5 передачи. Кроме того, Владислав привлекался в молодёжную команду для участия в Европейской юношеской баскетбольной лиге, где попадал в символическую пятерку и становился MVP турнира.
В августе 2019 года Близнюк стал игроком основной команды «Цмоки-Минск» и завоевал с ней Кубок Белоруссии. В чемпионате Белоруссии Владислав продолжил выступление за резервную команду, выступал в ней до приостановки чемпионата в марте 2020 года. В сентябре Близнюк снова присоединился к основной команде «Цмоки-Минск» в «Финале четырёх» чемпионата Белоруссии и завоевал золотую медаль.
В сезоне 2020/2021 Близнюк продолжал одновременно выступать за основной и резервный состав БК «Цмоки-Минск», повторно стал победителем чемпионата и Кубка Белоруссии. Признан лучшим молодым игроком чемпионата Белоруссии. В январе 2021 года дебютировал в Единой лиге ВТБ и Лиге чемпионов ФИБА.
В сезоне 2021/2022 в составе основной команды «Цмоки-Минск» Близнюк в третий раз стал победителем чемпионата и Кубка Белоруссии. Признан лучшим защитником чемпионата Белоруссии.
В сезоне 2022/2023 в составе БК «Минск» Близнюк в четвёртый раз стал победителем чемпионата и Кубка Белоруссии. Признан лучшим игроком и лучшим защитником Кубка Белоруссии, лучшим защитником чемпионата Белоруссии.
В июне 2023 года Близнюк перешёл в «Локомотив-Кубань». В феврале 2024 года отдан в аренду «Нижнему Новгороду», в августе перешёл в «Енисей». В сезоне-2024/25 Единой лиги ВТБ провел 45 матчей, в которых в среднем набирал 5,9 очка, 2,1 передачи и 1,5 подбора за 20 минут игрового времени. В июле 2025 года покинул БК «Енисей».

## Сборная Беларуси
В мае 2018 года Близнюк был включён в состав студенческой сборной Беларуси для участия в Международном студенческом баскетбольном кубке. Уступив в финале студенческой сборной России-1 (66:72), сборная Беларуси стала серебряным призёром турнира.
В июле 2019 года Близнюк вошёл в заявку юношеской сборной Беларуси (до 20 лет) для участия в чемпионате Европы в дивизионе В.
В феврале 2021 года Близнюк дебютировал в национальной сборной Беларуси.

## Достижения
- Чемпион Беларуси: 2019/2020, 2020/2021, 2021/2022, 2022/2023
- Бронзовый призёр чемпионата Беларуси: 2018/2019
- Обладатель Кубка Белоруссии: 2019, 2020, 2021, 2022
- Серебряный призёр Кубка России: 2023/2024
- Серебряный призёр Суперкубка Единой лиги ВТБ: 2023
- Серебряный призёр Международного студенческого баскетбольного кубка: 2018